# Суруга (провинция)
Провинция Суруга (яп. 駿河国 суруга но куни, «страна Суруга»); Сунсю (яп. 駿州 сунсю:, «провинция Суруга») — историческая провинция Японии в регионе Тюбу в центре острова Хонсю. Соответствует центральной и восточной частям префектуры Сидзуока.

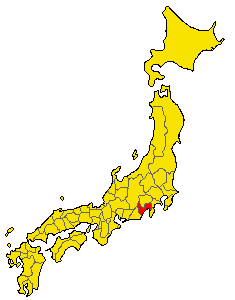
Провинция Суруга (выделена красным цветом)

Провинция Суруга была образована в VII веке. Её административный центр находился в современном городе Сидзуока.
Через Суругу проходил важный сухопутный путь из столицы в Восточную Японию — «Дорога Восточного моря» (Токайдо). Кроме этого провинция давала высокие урожаи злаков. Эти факторы привлекали сюда японских имущих.
В XII веке землями Суруги владел род Ходзё. Его представители узурпировали власть в Камакурском сёгунате.
С XIII по XVI век провинция Суруга находилась под властью рода Имагава. После гибели 9-го главы рода Имагавы Ёсимото в битве при Окэхадзама, земли провинции были захвачены Токугавой Иэясу и Такэдой Сингэном.
В период Эдо (1603—1867) провинция Суруга была поделена на 3 вассальных владения (хан) — Нумадзу, Танака и Одзима, и земли сёгунов.
В результате административной реформы 1871 года, провинция Суруга вошла в состав префектуры Сидзуока.

## Уезды
- Абэ (安倍郡)
- Ибара (庵原郡)
- Масидзу (益津郡)
- Сида (志太郡)
- Сунто (駿東郡)
- Удо (有渡郡)
- Фудзи (富士郡)

## Источник
- 『角川日本地名大辞典』全50巻,東京:角川書店,1987-1990 («Большой словарь названий местностей Японии издательства Кадокава» В 50 томах, Токио: Кадокава сётэн, 1987—1990.